# Santa Ana, Ocuilan
Santa Ana är en ort i kommunen Ocuilan i delstaten Mexiko i Mexiko. Samhället hade 1 729 invånare vid folkräkningen år 2020.